# Izvanzemaljski život
Izvanzemaljski život hipotetski je život, koji se može pojaviti izvan Zemlje i koji nije nastao na Zemlji. Takav život može varirati od jednostavnih prokariota (ili usporedivih oblika života) do bića s civilizacijama daleko naprednijim od čovječanstva. Drakeova jednadžba spekulira o postojanju inteligentnog života negdje drugdje u svemiru. Znanost o izvanzemaljskom životu u svim njegovim oblicima poznata je kao astrobiologija.
Od sredine 20. stoljeća traju aktivna istraživanja u potrazi za tragovima izvanzemaljskog života. To uključuje potragu za trenutnim i povijesnim izvanzemaljskim životom, te užu potragu za izvanzemaljskim inteligentnim životom. Ovisno o kategoriji pretraživanja, metode variraju od teleskopa i analize uzoraka podataka do radija koji se koristi za otkrivanje i slanje komunikacijskih signala.
Koncept izvanzemaljskog života, a posebno izvanzemaljske inteligencije, imao je veliki kulturni utjecaj, uglavnom u djelima znanstvene fantastike. Tijekom godina, znanstvena fantastika predstavila je brojne teorijske ideje, svaku sa širokim rasponom mogućnosti. Mnogi su potaknuli interes javnosti za mogućnosti izvanzemaljskog života. Jedan poseban aspekt tiče se korisnosti pokušaja komuniciranja s izvanzemaljskom inteligencijom. S jedne strane su oni koji potiču agresivne metode uspostavljanja kontakta s inteligentnim izvanzemaljskim životom. Drugi tvrde da bi to moglo odati Zemljinu lokaciju, čineći invaziju mogućom u budućnosti.
Izvanzemaljac ili svemirac pojam je kojim se označavaju živa bića čije porijeklo nije planet Zemlja, već neki drugi dio svemira. Danas se proučavanjem ovog teorijskog fenomena bavi astrobiologija, koja do danas nije uspjela pronaći niti jedan uvjerljiv dokaz o postojanju života izvan Zemlje, iako se o posrednim dokazima dosta spekulira. U znanstvenim krugovima ovaj pojam označava bilo koji oblik života u rasponu od najjednostavnijih bakterija do složenih organizama, uključujući i inteligentne vrste. Prema nekim procjenama, bakterije bi mogle biti mogući oblik izvanzemaljskog života, jer su na Zemlji neke vrste prilagođene vrlo ekstremnim životnim uvjetima.